# I'm with Stupid (Pet Shop Boys)
I'm with Stupid è un singolo del gruppo musicale Pet Shop Boys, il primo estratto dal nono album in studio Fundamental e pubblicato l'8 maggio 2006.

## Descrizione
Il tema della canzone è la frequente relazione fra il primo ministro britannico Tony Blair e il presidente statunitense George Bush Jr.; il protagonista della canzone è portato a chiedersi se la stupidità dell'altro potrebbe non essere un fronte.
La canzone ricevette la sua prima trasmissione radiofonica il 31 marzo sulla radio inglese BBC Radio 2 e venne subito indicata come un successo. Fra i b-side del singolo furono incluse le nuove canzoni Girls Don't Cry e The Resurrectionist (la figura di becchino della Inghilterra dell'800).
I'm with Stupid fu eseguita live il 23 aprile 2006 alla trasmissione Top of the Pops. L'esibizione venne fatta col supporto di sei ballerini che indossavano le maschere di Blair e Bush. Ciò nonostante, la commissione della BBC definì la performance "politicamente imparziale".
Diversi remix della canzone vennero prodotti, a cura di Melnyk, Max Tundra, Abe Duque e i Pet Shop Boys stessi. La gran parte di questi remix non fu mai realizzata su formato CD, ma vennero pubblicati solo in formato digitale su iTunes e altri siti web. Nonostante che il singolo non fu realizzato in alcuna forma negli Stati Uniti d'America, I'm with Stupid ottenne nel 2006 la nomination ai Grammy Award come miglior brano dance.

## Video musicale
Il videoclip, filmato all'Alexandra Palace di Londra mostra i ruoli assunti da Tennant (interpretato dal comico inglese David Walliams) e Lowe (interpretato dal comico Matt Lucas) nei video di Can You Forgive Her? e Go West. Assieme a loro, un gruppo di ballerini vestiti in egualmodo durante la loro "Very-era". Il video termina con Walliams e Lucas che chiedono un parere alla audience, la quale è composta solamente da Tennant e Lowe.

## Tracce
CD promozionale (Regno Unito)
1. I'm with Stupid – 3:27

CD singolo (Germania, Regno Unito)
1. I'm with Stupid – 3:27
2. The Resurrectionist – 3:12

CD maxi-singolo (Germania)
1. I'm with Stupid – 3:27
2. The Resurrectionist (Goetz B. Extended Mix) – 5:40
3. Girls Don't Cry – 2:35

7" (Regno Unito)
- Lato A

1. I'm with Stupid – 3:27

- Lato B

1. Girls Don't Cry – 2:35

DVD (Germania, Regno Unito)
1. I'm with Stupid – 3:27 – audio
2. The Resurrectionist (Goetz B. Extended Mix) – 5:40 – audio
3. Girls Don't Cry – 2:35 – audio
4. I'm with Stupid (Video) – 3:58
5. I'm with Stupid (Making Of) – 3:58 – assente nell'edizione britannica

## Classifiche
| Classifica (2006) | Posizione massima |
| ----------------- | ----------------- |
| Australia         | 23                |
| Belgio            | 4                 |
| Danimarca         | 3                 |
| Germania          | 29                |
| Irlanda           | 23                |
| Paesi Bassi       | 4                 |
| Regno Unito       | 8                 |
| Slovacchia        | 90                |
| Spagna            | 5                 |
| Svezia            | 10                |
| Svizzera          | 38                |